# La Chapelle (Haiti)
La Chapelle este o comună din arondismentul Saint-Marc, departamentul Artibonite, Haiti, cu o suprafață de 143,6 km2 și o populație de 28.695 locuitori (2009).